# Долгоруков, Василий Юрьевич
Князь Василий Юрьевич Долгоруков (1776—1810) — генерал-майор, герой сражения с турками при Базарджике (1810). 
Рюрикович в XXVII колене, из княжеского рода Долгоруковых.
Единственный сын московского главнокомандующего генерал-аншефа князя Юрия Владимировича Долгорукова, от брака с дочерью генерал-фельдмаршала графа Александра Борисовича Бутурлина — Екатериной Александровной.

## Биография
Получил домашнее образование и зачислен на военную службу прапорщиком в лейб-гвардии Преображенский полк (1789).
Произведён в полковники (1798). Отставлен от службы подполковником Преображенского полка (17 апреля 1799). Принят снова на службу с пожалованием в генерал-майоры и определением в Астраханский гренадерский полк (1801). Зачислен по армии (1802). Назначен шефом в Черниговский мушкетерский полк (23 июня 1802). В том же году Высочайшим приказом повелено ему считать старшинство в генеральском чине со 2 марта 1799.
В кампанию 1806—1807 годов в Восточной Пруссии командовал бригадой, с отличием участвовал в сражениях при Пултуске, Прейсиш-Эйлау, Фридланде и многих других. Назначен главнокомандующим 7-й области Земского войска (ополчения) и руководил его формированием. Пожалован в генерал-адъютанты.
Находился в составе вспомогательного русского корпуса, направленного против Австрии, но участия в военных действиях не принимавшего (1809). В том же году (2 октября), назначен шефом Тамбовского мушкетёрского полка и командиром 18-й дивизии. Принял участие в турецкой кампании, командуя 18-й дивизией (1810), был во многих сражениях, в том числе при Базарджике, Варне и Шумле. 
Умер холостым (2 сентября 1810) и Высочайшим приказом (25 сентября 1810) исключен из списков умершим.
Князь П. В. Долгоруков в своем труде «Сказания о роде князей Долгоруковых» (с. 192—193) характеризует Василия Юрьевича, как «сочетавшего с природным умом доброту душевную».
Его сестра Варвара — замужем за военным министром генералом от инфантерии князем Алексеем Ивановичем Горчаковым.

## Награды
За отличие против французов награждён (8 апреля 1807) орденом св. Георгия 4-й степени (№ 733 по кавалерскому списку Судравского и № 1747 по списку Григоровича — Степанова), а 1 декабря того же года пожалована золотая шпага с алмазными украшениями и надписью «За храбрость».
Получил орден св. Георгия 3-й степени (№ 204 по кавалерским спискам) 13 апреля 1810
В воздаяние отличнаго мужества и храбрости, оказанных в сражении против турецких войск 22-го мая при Базарджике.